# Aqua (informatica)

Elementi dell'interfaccia Aqua, screenshot preso su macOS Sierra.

Aqua è un marchio registrato di Apple Inc. che identifica il tema e l'interfaccia grafica utilizzati dal sistema operativo macOS. Il nome non è associato a una specifica interfaccia grafica quanto a una serie di regole legate alla realizzazione dell'interfaccia stessa. Queste regole comprendono il disegno degli elementi grafici e la loro disposizione.
Nel giugno 2025 Apple ha annunciato che Aqua sarà rimpiazzato da Liquid Glass alla fine dell'anno sui nuovi sistemi operativi iOS 26, iPadOS 26, macOS 26 e tvOS 26.

## Descrizione
Il nome Aqua venne scelto perché il tema dell'interfaccia grafica ricorda l'acqua. I pulsanti sono principalmente di colore blu traslucido e l'interfaccia grafica fa un ampio utilizzo di semitrasparenze o di superfici che sembrano traslucide. Il disegno del tema originale di Aqua è ispirato ai case traslucidi e semitrasparenti dei primi iMac e dei Power Macintosh G3. Quando Apple, nel 2003-2004 decise di abbandonare i case semitrasparenti e di optare invece per l'utilizzo di alluminio anodizzato (come negli Apple Cinema Display) o in plastica bianca, fu aggiornato anche il tema, incorporando un look più opaco e metallizzato e dando meno peso a trasparenze e sfondi rigati.
Le due caratteristiche principali di Aqua sono i pulsanti traslucidi usati per controllare le finestre (colorati rosso, giallo e verde) e il Dock utilizzato per facilitare la navigazione tra le applicazioni.
Vi sono due stili di presentazione delle finestre inclusi in Aqua: Standard e Brushed Metal. Lo stile Standard contiene bottoni traslucenti, come se fossero fatti di vetro. I pulsanti vengono disposti nella parte superiore della finestra. Lo stile Brushed Metal utilizza una varietà del grigio che ricorda il case del Power Mac G5, i pulsanti sono disposti dentro la finestra. Inoltre a differenza dello stile precedente molti pulsanti sembrano fatti di plastica avendo un colore meno luminoso rispetto ai tasti dello stile Standard.
Con l'uscita di Mac OS X Leopard si è visto l'abbandono da parte di Apple dello stile Brushed Metal, a favore del Solid Metal, già visto dagli utenti in iTunes a partire dalla versione 5.0.
Aqua è gestito da Quartz Compositor, il motore alla base della rappresentazione grafica di tutti gli elementi sullo schermo di Mac OS X

### Storia
Aqua originariamente nasce con il programma iMovie 2. In iMovie 2 i pulsanti e le barre di scorrimento erano disegnate con il tema Aqua. Visto il successo riscosso del nuovo tema Apple decise di renderlo il tema standard del Mac OS X Public Beta che venne presentato nell'autunno del 2000. Il tema fu molto apprezzato e quindi rimase come tema standard del macOS.
Aqua viene utilizzato da tutte le applicazioni native per Mac OS X e le applicazioni Carbon, solo l'ambiente Classic non utilizza Aqua per ragioni di compatibilità.